# حمد الشمسان
حمد محمود إسماعيل علي محمد الشمسان (ولد في 29 سبتمبر 1997 في المنامة، البحرين) لاعب كرة قدم دولي بحريني يجيد اللعب في مركز قلب الدفاع. يلعب حاليا لصالح الرفاع الذي ينافس في الدوري البحريني الممتاز منذ 2018.